# 綾瀬川

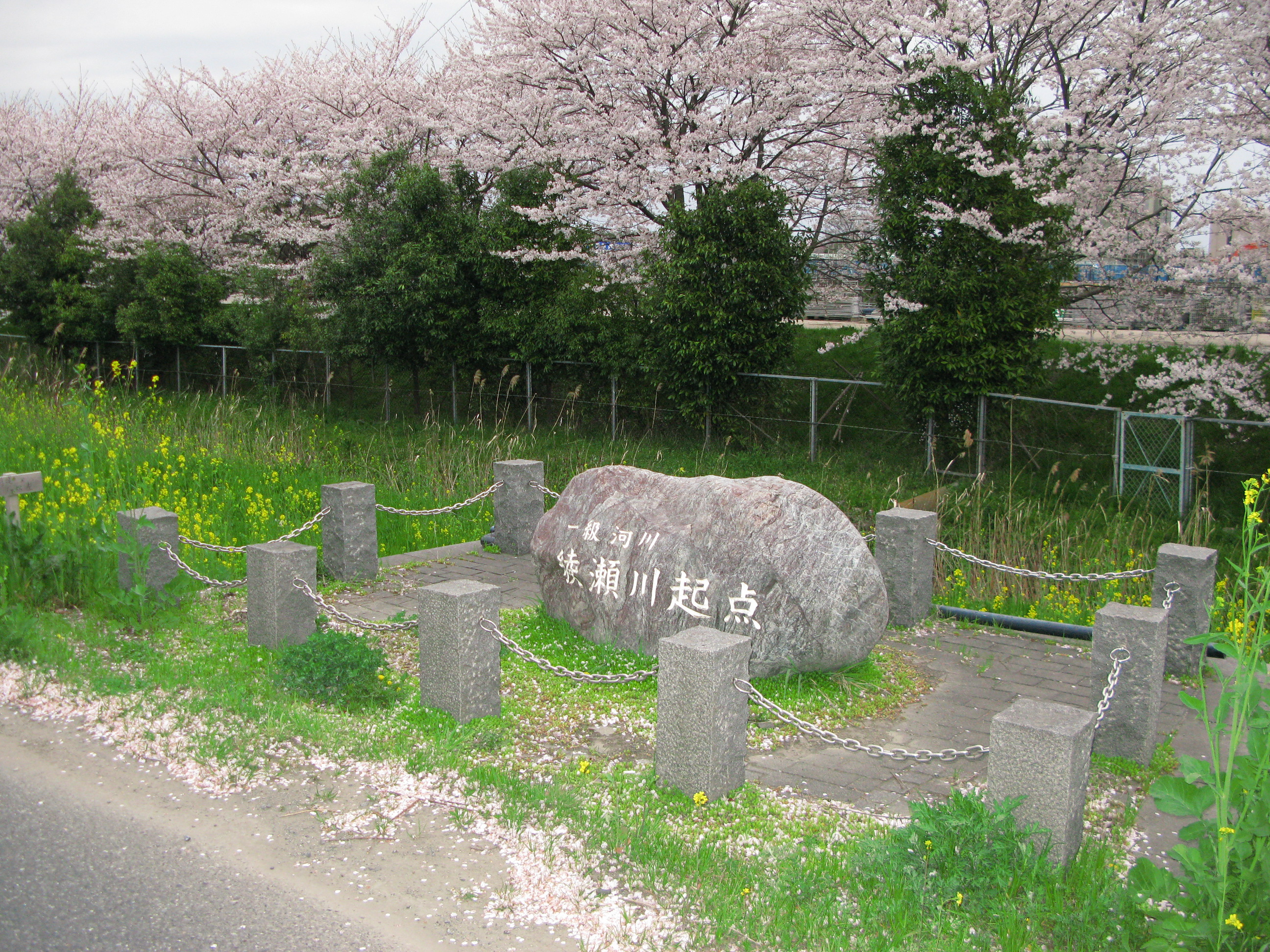
綾瀬川起点の碑（桶川市小針領家）

綾瀬川（あやせかわ、あやせがわ）は、埼玉県および東京都を流れる河川。利根川水系中川の支流である。

## 地理
埼玉県桶川市の小針領家の田園地帯の排水に源を発し、桶川市営運動場付近を流れ東に向かう。徐々に方向を南東に変えて北足立郡伊奈町と蓮田市の境となる。右岸が上尾市に変わるところで、原市沼川を合わせる。以後蛇行しながら南東に流れ、いくつもの農業用水や排水路の水をあわせて次第に流量を増す。綾瀬川によって形成された低地によって大宮台地の片柳支台、鳩ヶ谷支台および岩槻支台が隔てられている。
以後中川低地に至り、草加市、越谷市あたりでは川幅が数十メートルになる。しかし草加市で綾瀬川放水路を東に分け、一気に流量を減らす。綾瀬川放水路は洪水防止のために作られたもので、東京外環自動車道の下を通って中川に流れ込む。
草加市内では古綾瀬川を合わせ、東京都足立区と埼玉県八潮市の境に入る辺りで伝右川、毛長川を合わせる。足立区では花畑運河で中川と連絡する。葛飾区で荒川放水路の左に沿って流れ、葛飾区東四つ木で中川に合流する。
荒川放水路が開削される前は、現在の旧綾瀬川を経由し隅田川に合流していた。

## 歴史

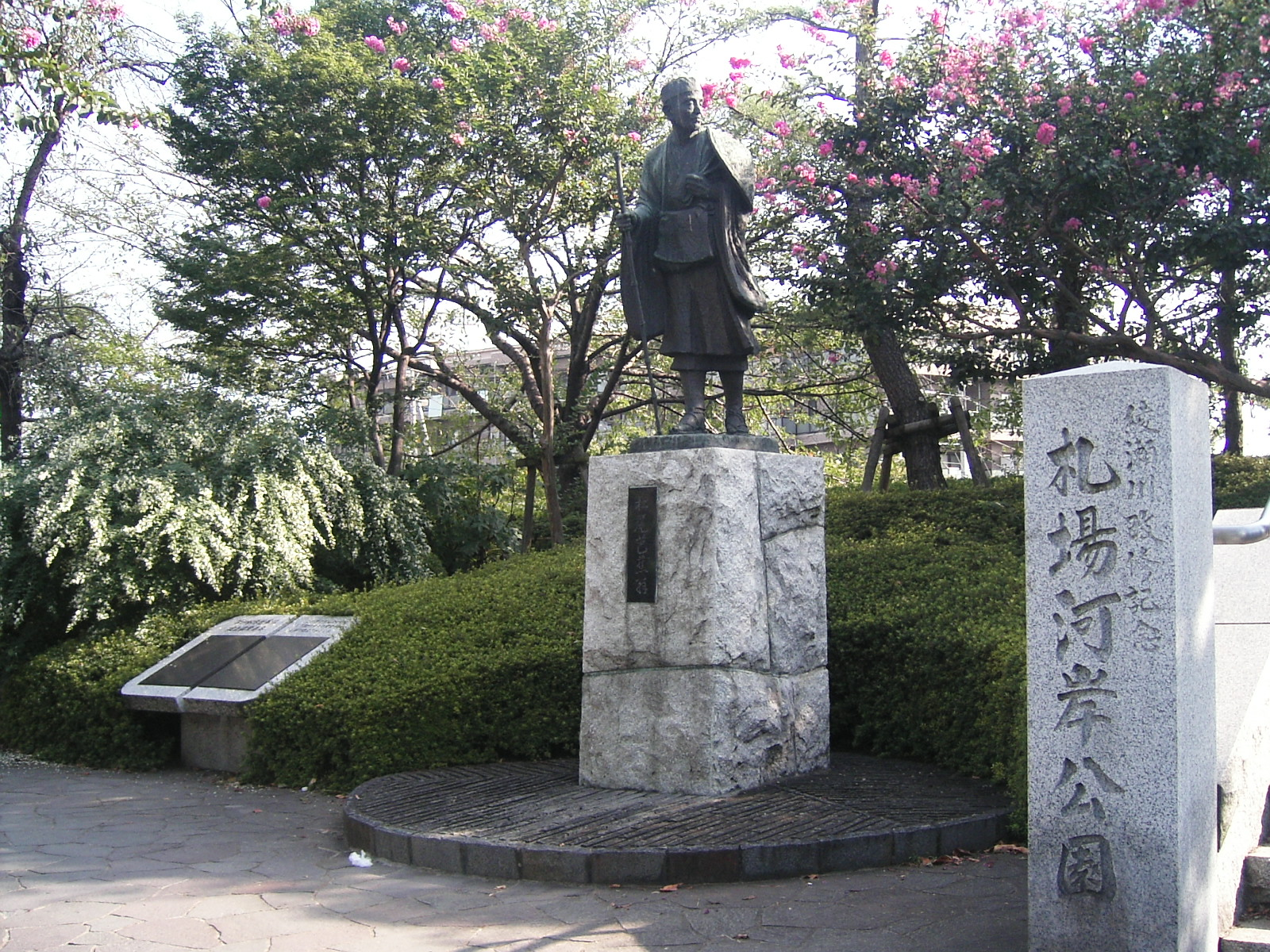
札場河岸公園（日光街道・綾瀬川の荷揚場跡、草加市）の芭蕉像

### 中世
戦国時代の頃は利根川と荒川の本流であった。当時の利根川・荒川は、現在の綾瀬川源流の近く、桶川市と久喜市の境まで元荒川の流路をたどり、そこから現在の綾瀬川の流路に入った。現在の元荒川下流は、当時星川のものであった。戦国時代にこの間を西から東につなぐ水路が開削されて本流が東に流れるようになり、江戸時代に備前堤が築かれて綾瀬川が分離した。この経緯により、一部の地図には綾瀬川（旧荒川）の括弧書きが行われる事がある。
綾瀬川の川筋は、武蔵国内の足立郡と埼玉郡の境界とされていた。

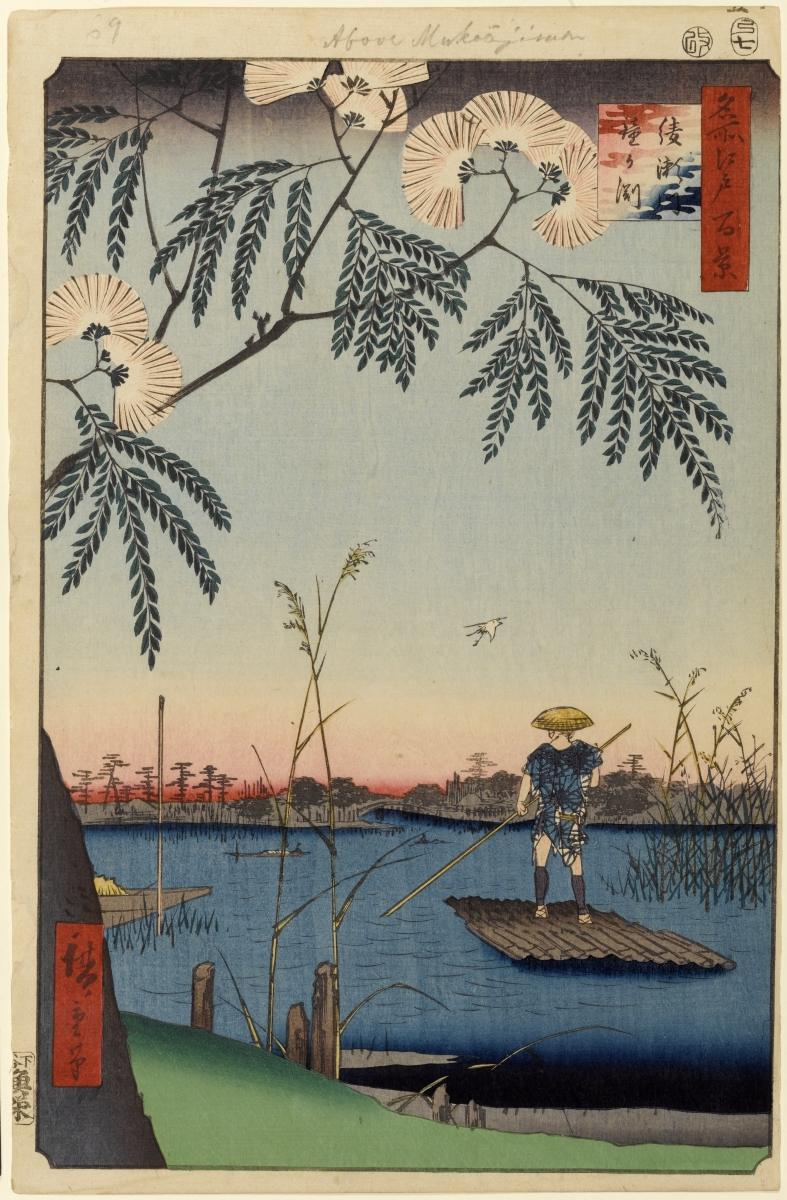
綾瀬川鐘か淵（1857年、歌川広重）

### 近世
江戸時代初めまで、綾瀬川中下流は低湿地で通行が困難であった。また大雨が降るたびに川筋が変わり、一定しないことから「あやし川」と呼ばれ、後に「綾瀬川」と変わっていったと伝えられる。まず伊奈忠次らによって堤が整備され、伊奈忠治らによって流量を調整するために武蔵国足立郡内匠新田（現・足立区南花畑の内匠橋付近）-葛飾郡小菅間に平行して新綾瀬川が開削された（現在の綾瀬川はこの新しい流路を指す）。流末は隅田川に合流していたが、1920年（大正9年）の荒川放水路の開削によって分断され、その左岸側に沿うように新流路が開削されて中川に合流するように改められ、1930年（昭和5年）に竣工している。
備前堤（綾瀬川流域）の開発

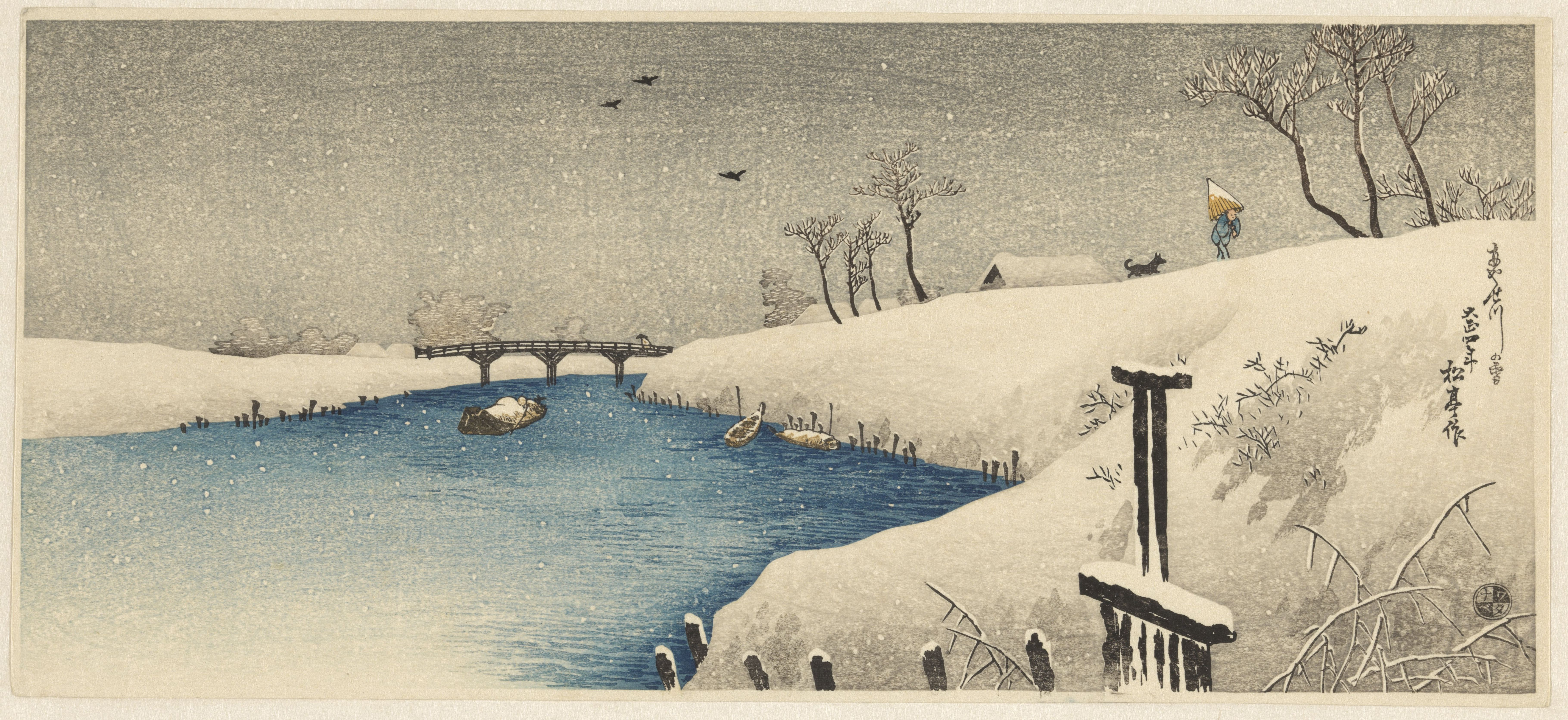
綾瀬川の雪（1915年、高橋松亭）

慶長年間（1596年 - 1615年）には備前堤が築造され、綾瀬川が荒川から切り離され、綾瀬川流域の低湿地の開発と綾瀬川自身を流域の用水源としたという。
当時の日光街道（奥州街道）は、江戸付近の千住宿から、いったん東に回って松戸宿を経由し、西に戻って越ヶ谷宿に出てから北に向かっていた。寛永7年（1630年）に草加宿の設置が決まり、おそらくこれにあわせて、天和3年（1683年）に綾瀬川の直線化の工事が行なわれた。これ以後、日光街道は一部綾瀬川沿いを通るようになった。

#### 舟運
綾瀬川は「緩流河川のために舟運には極めて都合よく、草加、蒲生、戸塚、縄手、妙見、簀の子、馬込の河岸場のほか積荷場が設置され、貨物の輸送が盛ん」であった。

## 環境

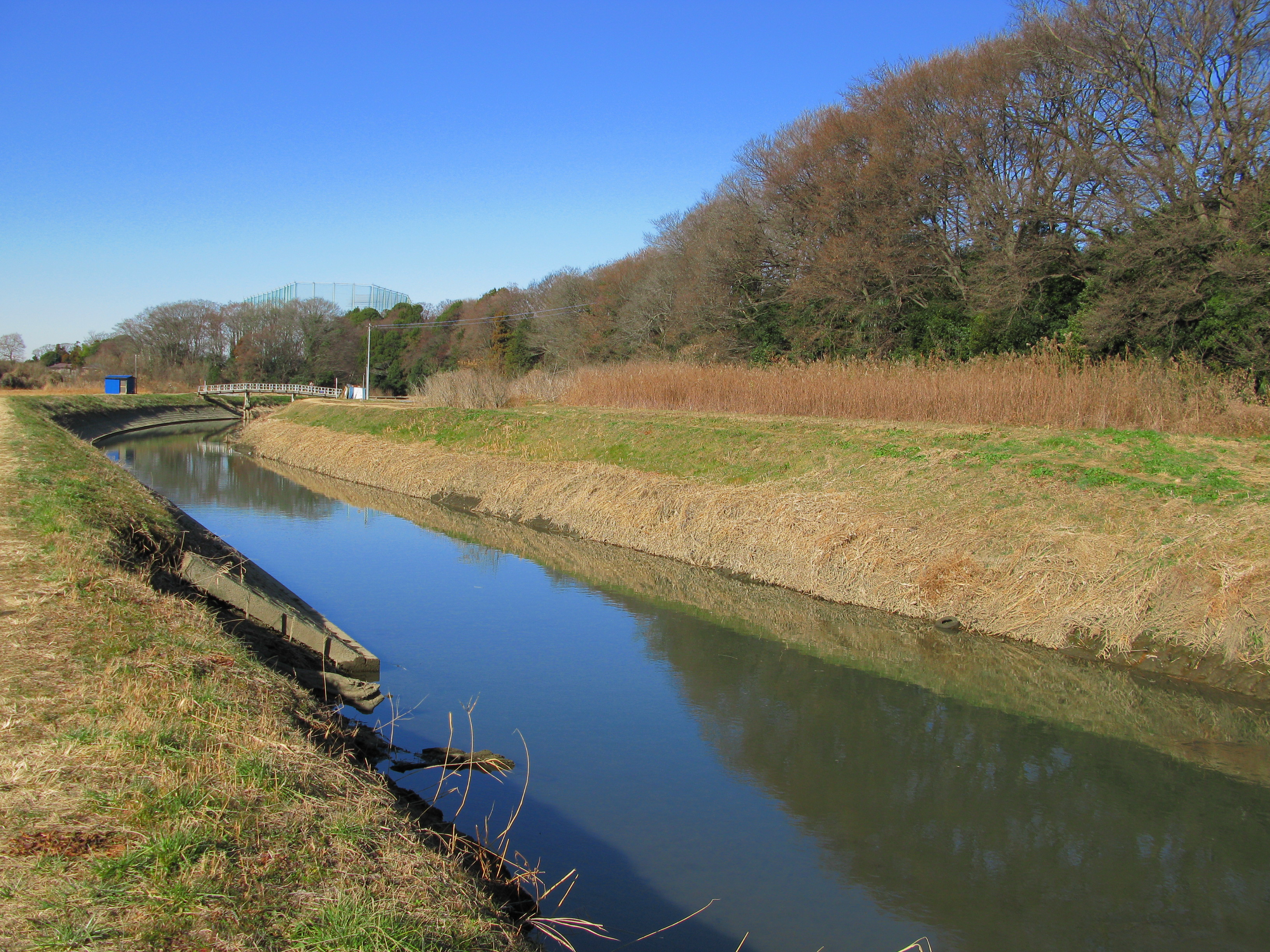
さいたま市見沼区丸ヶ崎地区 水神橋付近

20世紀半ばまでホタルが飛び交うほどのきれいな川であったが、高度成長期には生活排水や工業排水が流入し水質が悪化した。近年は徐々に回復し、コイやフナ、サッパ、スズキなどが増えてきている。2007年にはアユも確認された。上流域では用水堰が設けられ、農業用水としての利水もある。
1980年から15年連続で全国の一級河川水質ランキングのワースト1位にランキングされ、水質の改善は進んではいるが、2004年の調査で日本一汚れた川（2010年の調査では2年連続でワースト1位）となるなど、他の河川と比べると更なる改善が必要とされている。現在、埼玉高速鉄道線のトンネルを活用して荒川の水を引き込み、芝川などと同様、綾瀬川に注ぐことで水質を改善する工夫が行われている。
2006年には、公共用水域環境基準を超えるダイオキシン類が環境省により検出され、対策が検討されている。支流の古綾瀬川の底質ダイオキシン類対策についても先進的な取り組みがなされている。

## 綾瀬川由来の町村名
町制施行の際に改称されたり編入された結果、現在はいずれも存在しないが、これによって本来は河川の名前であった「綾瀬」が綾瀬川流域のうちの特定の地域名または地区名として定着することになった。
- 埼玉県南埼玉郡綾瀬村
  - 1889年4月1日 - 蓮田村・閏戸村・貝塚村が合併して「綾瀬村」が発足。
  - 1934年10月1日 - 町制を施行し、「蓮田町」と改称。

- 東京府南足立郡綾瀬村
  - 1889年5月1日 - 伊藤谷村・五兵衛新田などが合併して「綾瀬村」が発足。
  - 1932年10月1日 - 東京市へ編入。足立区の一部となる。現在の「綾瀬」。

- 東京府南葛飾郡南綾瀬村
  - 1889年5月1日 - 下千葉村・上千葉村・小菅村・小谷野村・堀切村・柳原村などが合併して「南綾瀬村」が発足。
  - 1928年2月1日 - 町制を施行して「南綾瀬町」となる。
  - 1932年10月1日 - 東京市へ編入。葛飾区の一部となる。

## 支流

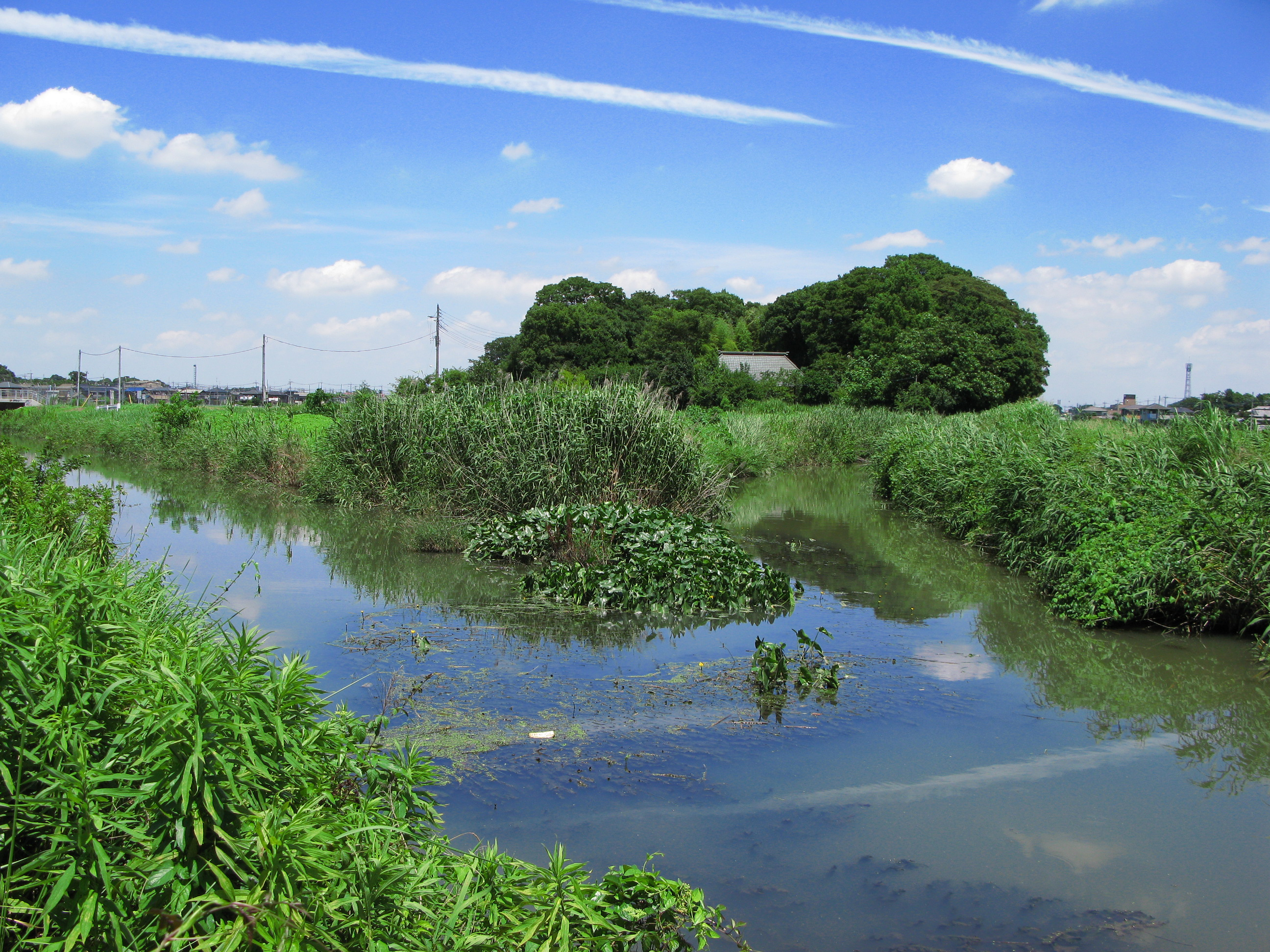
綾瀬川右岸に合流する原市沼川

- 原市沼川
- 深作川
- 大橋井堰用水
- 新堀排水路
- 黒谷川
- 末田落
- 五才川
- 一の橋放水路
- 末田用水
- 出羽堀
- 綾瀬川放水路
- 古綾瀬川
- 伝右川
- 毛長川
- 垳川
- 花畑運河
- 古隅田川

## 橋梁
埼玉県
- 境橋（埼玉県道5号さいたま菖蒲線）
- 境橋
- 玄蕃橋
- 上綾瀬橋
- 石神井橋
- 榎戸橋（埼玉県道87号上尾久喜線）
- 大針橋
- 小貝戸橋
- 小貝戸堰橋
- 五庵橋
- 上谷橋
- 東北新幹線

- 本村堰橋
- 大堰橋
- 下谷橋
- 蓮田水管橋（水管橋）
- 綾瀬橋（埼玉県道150号上尾蓮田線）
- 境橋
- 別所橋（埼玉県道3号さいたま栗橋線）
- 小厩橋（埼玉県道311号蓮田鴻巣線）
- 瓦葺伏越（見沼代用水）
- 立会橋
- 綾瀬川橋梁（東北本線）
- 八幡橋
- 関橋（埼玉県道322号東門前蓮田線）
- 水神橋
- 高野橋
- 馬喰橋
- 風間橋

- 綾瀬川橋梁（東武野田線）
- 大橋（埼玉県道2号さいたま春日部線）
- 新簀子橋（国道16号）
- 妙見橋
- 横根上橋
- 沼橋
- 下沼橋
- 上戸井橋（東北自動車道・国道122号）

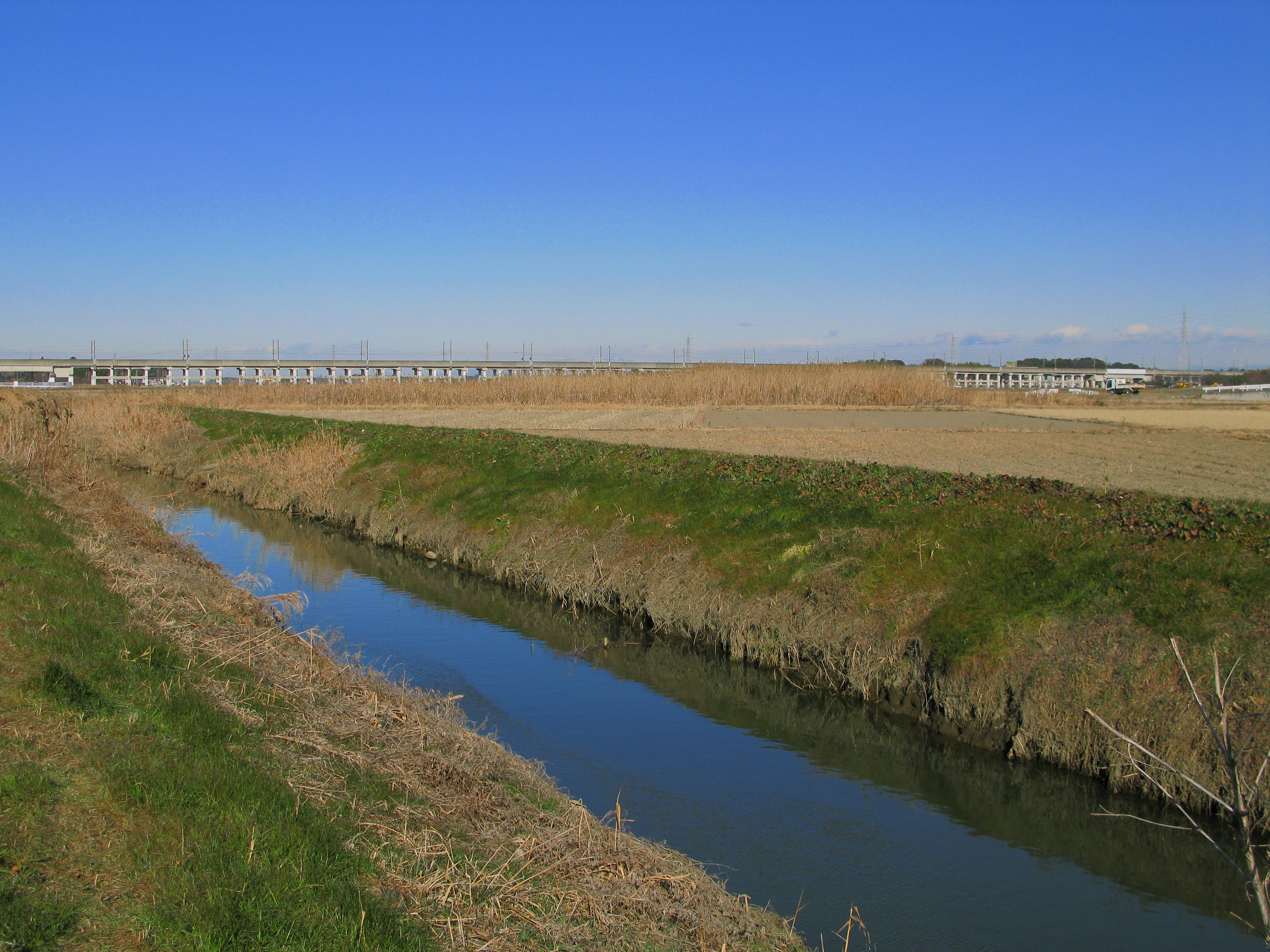
大堰橋付近（伊奈町小室地区）

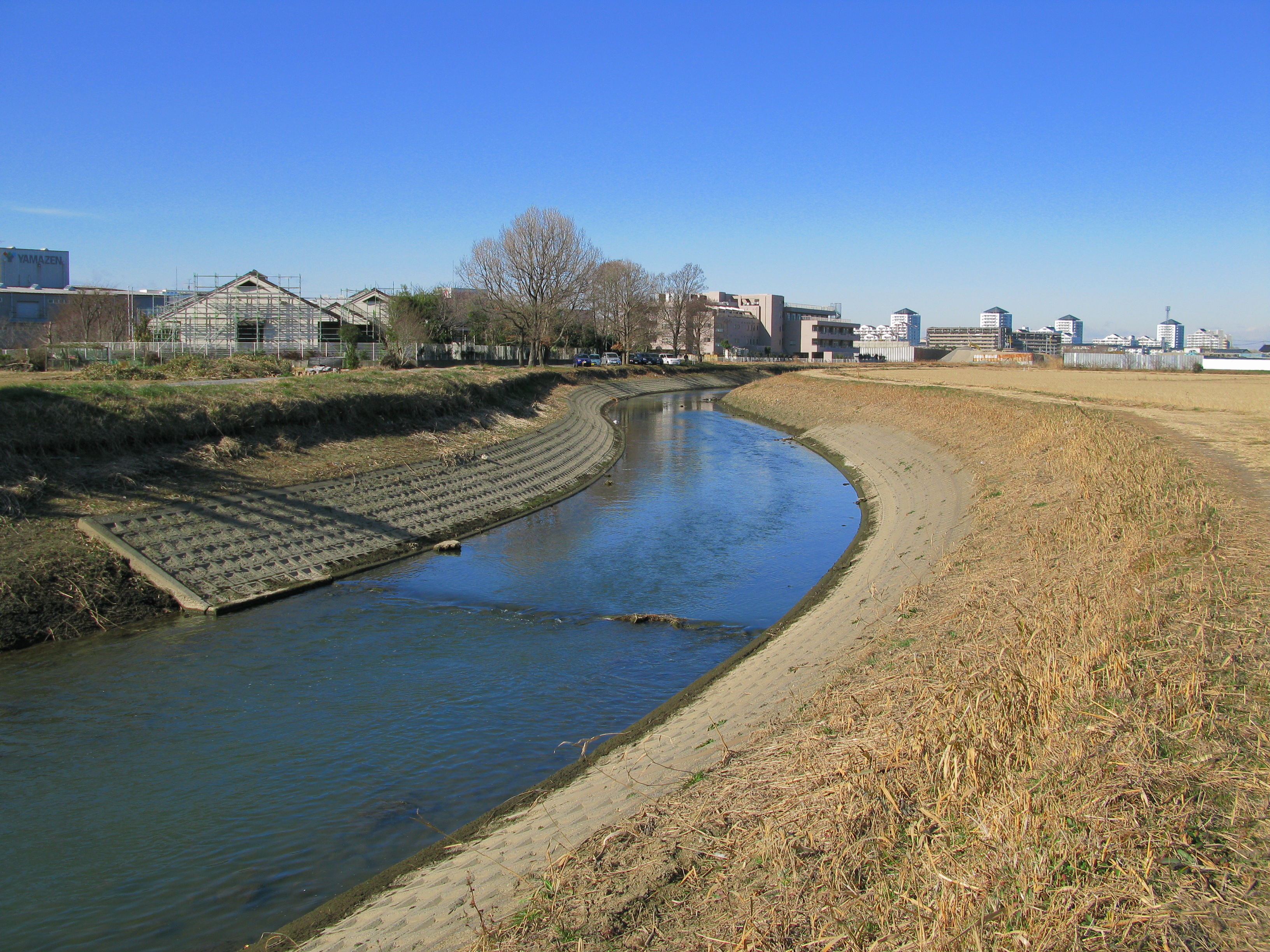
風間橋付近（さいたま市岩槻区並木地区）

- 高畑陸橋（埼玉県道214号新方須賀さいたま線）
- 戸井橋
- 水引橋
- 新川岸橋
- 浦岩橋（国道463号越谷浦和バイパス）
- 畷橋（国道463号）
- 佐藤橋（越谷市）

- 武蔵野線
- 綾瀬新橋
- 一之橋（埼玉県道161号越谷川口線）
- 一ノ橋
- 綾瀬川橋（国道4号草加バイパス）

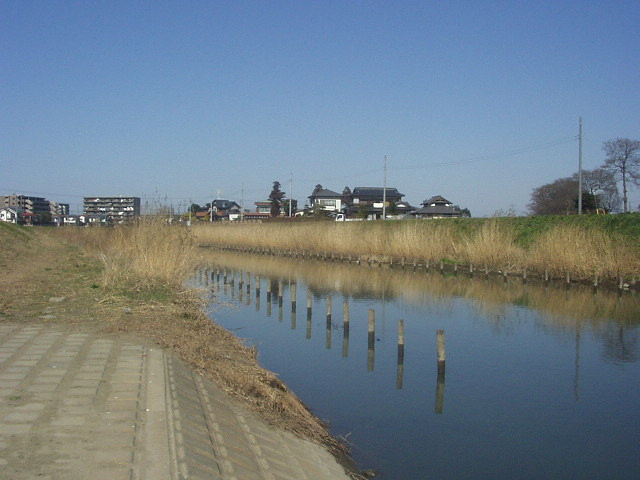
川口市東川口六丁目付近

- 綾瀬川橋梁（東武伊勢崎線）- これより上流は埼玉県、下流側は江戸川河川事務所が管理[1]。
- 綾瀬橋（東京都道・埼玉県道49号足立越谷線）
- 蒲生大橋

- 槐戸橋

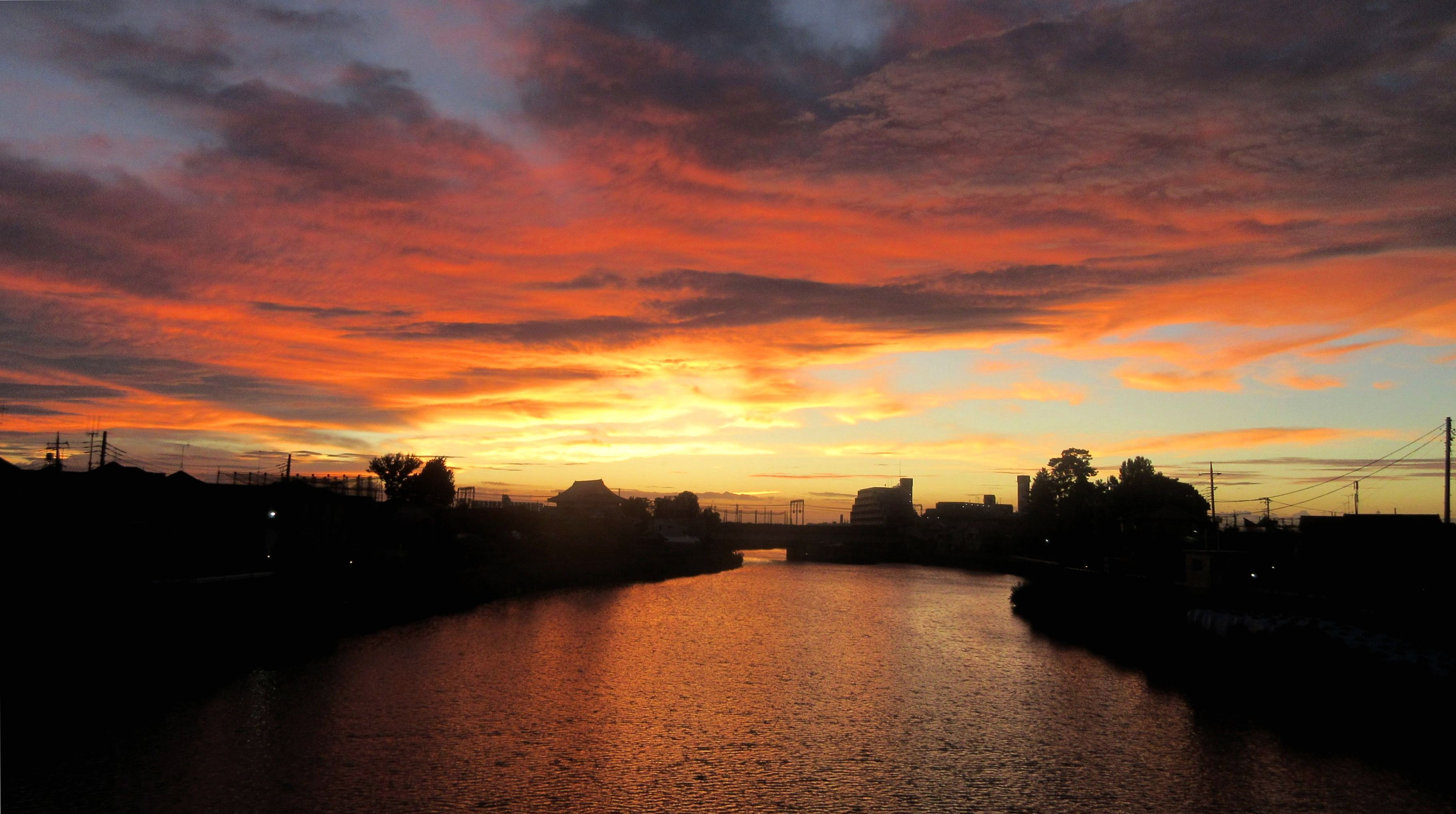
蒲生大橋より夕景を撮影

- かさね橋（国道298号サービス道路・下り）
- 綾瀬川橋（東京外環自動車道・国道298号）
- かさね橋（国道298号サービス道路・上り）
- 松並橋
- 中曽根橋
- 松原大橋
- ハープ橋
- 谷古宇橋（埼玉県道・千葉県道29号草加流山線）
- 松江橋
- 八条大橋
- 手代新橋（埼玉県道327号草加八潮三郷線）
- 手代橋
- 綾瀬川水管橋（水管橋）
- 宮代橋
- 柳之宮橋（千葉県道・東京都道・埼玉県道54号松戸草加線）
- 西袋橋

埼玉県及び東京都
- 東京ガス綾瀬川橋梁（ガス管橋）
- 浮花橋（埼玉県道・東京都道102号平方東京線）

東京都
- 桑袋大橋
- 内匠橋（埼玉県道・東京都道102号平方東京線）- これより上流は国土交通省江戸川河川事務所、下流側は東京都が管理。

- 六町加平橋

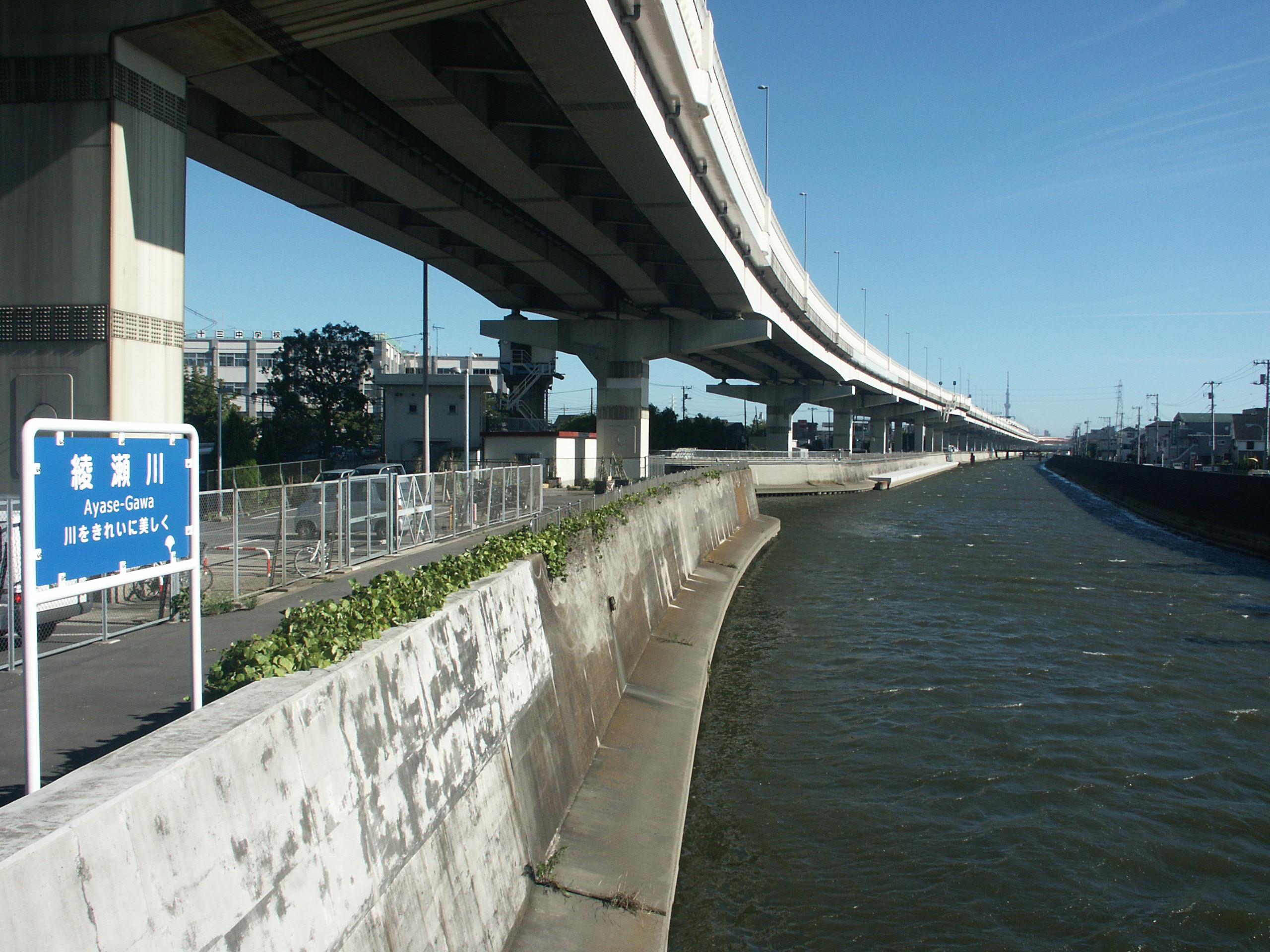
足立区内匠橋付近

- 新加平橋（東京都道318号環状七号線・東京都道・千葉県道501号王子金町市川線重複（環七通り））
- みどり歩道橋
- 綾瀬新橋
- 五兵衛橋
- 五兵衛新橋（東京都道467号千住新宿町線（江北橋通り））
- 東京地下鉄千代田線（JR常磐線各駅停車）
- JR常磐線快速電車
- 伊藤谷橋
- 水戸橋（東京都道308号千住小松川葛西沖線支線（旧道））
- 新水戸橋（東京都道308号千住小松川葛西沖線・東京都道450号新荒川葛西堤防線重複（平和橋通り））
- 首都高速中央環状線
- 中の橋
- 綾瀬川橋梁（京成本線）
- 堀切橋（東京都道314号言問大谷田線（川の手通り））
- 堀切小橋
- 首都高速6号向島線

- 堀切菖蒲水門管理橋
- 堀切避難橋

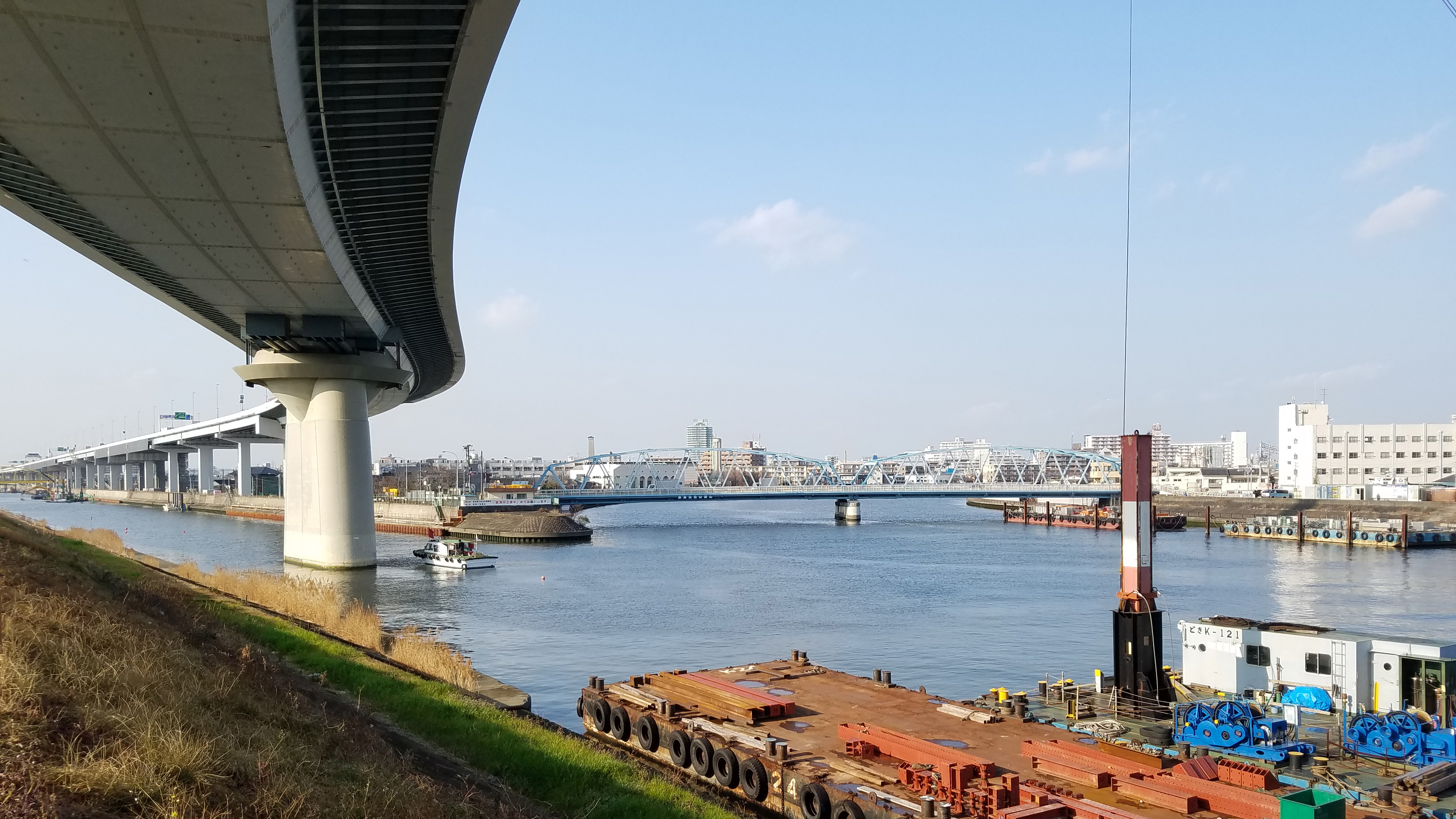
綾瀬川と中川の合流点

- 四ツ木小橋（四ツ木橋）（国道6号（水戸街道））
- 新四ツ木小橋（新四ツ木橋）（国道6号バイパス）
- 綾瀬川橋（京成押上線）
- 木根川橋（東京都道449号新荒川堤防線支線）
- 東四つ木避難橋
- かつしかハープ橋（首都高速中央環状線）

## 調節池
- 大門上池調節池
- 大門下池調節池
- 新和西調節池